# Sœurs du Sacré Cœur de Raguse
Les sœurs du Sacré Cœur de Jésus de Raguse (en latin : Institutum Sororum a S. Corde) sont une congrégation religieuse féminine enseignante et hospitalière de droit pontifical.

## Historique
Les origines de la congrégation remontent à 1855, lorsque Marie Schininà (1844-1910 ), avec cinq compagnons, commence à se consacrer à divers œuvres de miséricorde en faveur des pauvres de Raguse. Au début, les membres de l'association ne mènent pas la vie commune. Le 9 mai 1889, Benedetto La Vecchia, archevêque de Syracuse érige la fraternité en congrégation de droit diocésain sous le nom d'adoratrices du Sacré-Cœur de Jésus au Saint-Sacrement.
L'institut reçoit le décret de louange le 27 novembre 1936, ses constitutions sont approuvées par le Saint-Siège le 11 mars 1946 et la congrégation est agrégée aux frères mineurs conventuels le 9 février 1955.

## Activités et diffusion
Les sœurs du Sacré-Cœur se consacrent à l'éducation de la jeunesse, aux soins des malades dans les hôpitaux, aux orphelins, aux personnes âgées et aux mères célibataires.
Elles sont présentes en : 
- Europe : France, Italie, Pologne, Roumanie.
- Amérique : Canada, États-Unis, Panama.
- Afrique : Madagascar, Nigéria.
- Asie : Inde, Philippines.

La maison-mère est à Rome. 
En 2017, la congrégation comptait 515 sœurs dans 58 maisons.

## Membres notables de l'ordre
- Marie Schininà (1844-1910), fondatrice de l'ordre, bienheureuse[2].
- Santina di Gesù Scribano (1917-1968), religieuse de l'ordre, vénérable[3].